# Copa Valais de 2013
A Copa Valais de 2013 foi a 1ª edição dessa competição organizada pela Matchworld Football S.A.. Realizou-se entre os dias 6 e 13 de julho na cidade de Valais, na Suíça. Todos os jogos foram disputados no Estádio de Tourbillon. Cada equipe disputou números diferentes de partidas (um ou dois), o número total de pontos foi dividido por dois, referente ao número de jogos disputados.
O campeão da edição inaugural foi o Porto, que venceu o Olympique de Marseille por 3 a 0 em sua única partida.

## Classificação
| # | Equipe                 | MP  | Pts | J | V | Vp | Dp | D | GP | GC | SG |
| - | ---------------------- | --- | --- | - | - | -- | -- | - | -- | -- | -- |
| 1 | Porto                  | 3   | 3   | 1 | 1 | 0  | 0  | 0 | 3  | 0  | +3 |
| 2 | Saint-Étienne          | 2   | 2   | 1 | 0 | 1  | 0  | 0 | 1  | 1  | 0  |
| 3 | Wolfsburg              | 2   | 4   | 2 | 1 | 0  | 1  | 0 | 5  | 1  | +4 |
| 4 | Sion                   | 1   | 2   | 2 | 0 | 1  | 0  | 1 | 1  | 5  | -4 |
| 5 | Olympique de Marseille | 0.5 | 1   | 2 | 0 | 0  | 1  | 1 | 1  | 4  | -3 |

## Jogos
| 6 de julho    | Sion | 0 – 4     | Wolfsburg                                 | Estádio de Tourbillon, Sion |
| 20:00 (UTC+2) |      | Relatório | 22' Naldo · 29' Diego · 43', 61' Bas Dost | Árbitro: Stephan Klossner   |

| 9 de julho    | Saint-Étienne | 1 – 1     | Wolfsburg | Estádio de Tourbillon, Sion |
| 18:00 (UTC+2) | Hamouma 38'   | Relatório | 90' Lopes | Árbitro: Charles Helbling   |

|  |       | Penalidades |
|  | 5 – 4 |             |

| 9 de julho    | Sion       | 1 – 1     | Olympique de Marseille | Estádio de Tourbillon, Sion |
| 21:00 (UTC+2) | Karlen 87' | Relatório | 9' André Marques       | Árbitro: Stefan Studer      |

|  |       | Penalidades |
|  | 4 – 3 |             |

| 13 de julho   | Olympique de Marseille | 0 – 3     | Porto                                   | Estádio de Tourbillon, Sion |
| 20:30 (UTC+2) |                        | Relatório | 29' Izmaylov · 55' Jackson · 76' Iturbe | Árbitro: Alain Bieri        |

## Premiação

### Campeão
| Copa Valais de 2013       |
| Portugal                  |
| ------------------------- |
| Porto Campeão (1º título) |

### Artilharia
| 2 gols (1) - Bas Dost (VfL Wolfsburg) 1 gol (8) - Diego (VfL Wolfsburg) - Hamouma (Saint-Étienne) | - Iturbe (Porto) - Izmaylov (Porto) - Jackson (Porto) - Karlen (Sion) - Lopes (VfL Wolfsburg) - Naldo (VfL Wolfsburg) | 1 Gol contra (1) - André Marques (para o Olympique de Marseille) |